# 陆宝麟
陆宝麟（1916年6月19日—2004年4月9日），江苏常熟人，中国昆虫学家。1938年毕业于东吴大学生物系。1944年获清华大学研究院硕士学位。军事医学科学院微生物流行病研究所研究员。对中国蚊类分类区系进行了长期的研究，主编《中国蚊科志》。1980年当选为中国科学院院士（学部委员）。